# Колібрі-герцог
Колі́брі-герцог (Eugenes) — рід серпокрильцеподібних птахів родини колібрієвих (Trochilidae). Представники цього роду мешкають в США, Мексиці і Центральній Америці.

## Види
Виділяють два види:
- Колібрі-герцог північний (Eugenes fulgens)[5]
- Колібрі-герцог південний (Eugenes spectabilis)[6][7][8]

## Етимологія
Наукова назва роду Eugenes походить від слова дав.-гр. ευγενης — шляхетний, благородний.